# 恒祥
恒祥（1801年 - ？），字善百，号履安，一号云轩，钮祜禄氏，内务府满洲镶黄旗人。道光元年辛巳科举人，二年壬午科进士，官礼部主事。
弟弟恒善是道光八年戊子科举人。